# کیسه‌نوساتو یوتاکا
کیسه‌نوساتو یوتاکا ملقب به یوتاکا هاگیوارا یک ورزشکار کشتی سومو اهل استان ایباراکی ژاپن است. او در سال ۲۰۰۲ در سن ۱۸ سالگی موفق به شرکت در ماکوچی (Makuuchi) شد.